# Abyssinian Baptist Church
L'Abyssinian Baptist Church (en català, Església baptista abissínia) és una de les esglésies més cèlebres de Harlem, a Manhattan. Es remunta a 1808, en una època en què els parroquians negres de la ciutat de New York van marxar de l'església baptista de la ciutat, on eren víctimes de segregació racial.
El 1908, Adam Clayton Powell, Sr. va esdevenir el pastor de l'església, i va assistir el 1923 al trasllat d'aquesta al nord de la ciutat, on es troba actualment, al carrer 138. El 1935, quan Adam Clayton Powell Jr., el fill del precedent pastor va prendre les regnes de l'església, l'Abyssinian Baptist Church representava la major congregació protestant dels Estats Units.
Al començament dels anys 1930, el pastor alemany Dietrich Bonhoeffer va anar a l'església en diverses ocasions, i aquesta experiència li va permetre veure «sobre el terreny» la lluita per a la igualtat dels drets a una època en què els nazis prenien el poder a Alemanya.
L'església va jugar igualment un paper important pel que fa a la música religiosa, i en el Renaixement de Harlem. Resta encara com un centre important per a la música gospel. Així, el pare de Fatus Waller va ser pastor de l'església, i entre altres grans esdeveniments, és en aquesta església que s'hi van celebrar el 1958 les cerimònies funeràries de William Christopher Handy, considerat com el pare del blues.
L'església, avui sota la direcció de Calvin O. Butts constitueix un centre important en la vida política, social, i és clar religiosa de New York.